# True Love (Ebba Forsberg-album)
True Love från 2001 är ett musikalbum med den svenska sångaren Ebba Forsberg.

## Låtlista
All text och musik är skriven av Ebba Forsberg om inget annat anges.
1. Walk Alone – 2:54
2. That's How Much I Love You (text: Kajsa Ribbing) – 3:25
3. Addict – 4:01
4. Walking on Water (text: Kajsa Ribbing) – 4:23
5. This Pain – 4:06
6. Sometimes – 4:16
7. Evil I Know (text: Kajsa Ribbing) – 3:16
8. Red – 4:13
9. Daybreak – 5:40
10. Deep Down (text: Kajsa Ribbing) – 13:45

## Medverkande
- Ebba Forsberg – sång
- Mats Asplén – piano (spår 1, 3, 4, 6, 8–10), keyboard (spår 1, 2, 4–6), gitarr (spår 1, 2, 5, 7)
- Ola Gustafsson – gitarr
- Jerker Odelholm – bas (spår 1–5, 7–10)
- Magnus "Norpan" Eriksson – trummor, slagverk (spår 1–5, 7–10)
- Elisabeth Bodén, Hanna Goran, Henrik Hansson, Monika Stanikovska, Per Hammarström, Sveyn H. Martinesen, Torbjörn Bernhardsson, Ulrika Jansson – violin (spår 2, 3, 9)
- Elisabeth Arnberg Ranmo, Mikael Sjögren, Tony Bauer – viola (spår 2, 3, 9)
- Helena Nilsson, Åsa Forsberg – cello (spår 2, 3, 9)
- Eva Landquist, Johanna Nyström sång (spår 2, 7)
- Mikael Westemar, Niklas Gabrielsson – sång (spår 7)
- Joakim Milder – saxofon (spår 10)
- Sven Berggren – trombon (spår 10)
- Hans Dyvik, Peter Asplund – trumpet (spår 10)